# Dits à la télévision
Dits à la télévision est un recueil d'entretiens entre Marguerite Duras et Pierre Dumayet, publié en 1999 aux éditions Epel.

## Résumé
En 1992, Pierre Dumayet reçoit Marguerite Duras dans son émission littéraire Lire et écrire. Il propose à l'écrivaine de visionner deux passages télévisés datant des années 1960 extraits de l'émission Lecture pour tous, et de les commenter. La présente édition met en parallèle les entretiens initiaux avec les commentaires, trente ans après, de l'auteur.

### Entretiens
- « À propos du Ravissement de Lol V. Stein », émission Lectures pour tous (1964)
- « Réaction trente ans après », extraits de l'émission Lire et écrire (1992)
- « À propos du Vice-consul », émission Lectures pour tous (1966)
- « Réaction trente ans après », extraits de l'émission Lire et écrire (1992)

### Document annexe
Les quatre entretiens sont suivis de La Raison de Lol, court essai de Marie-Magdeleine Lessana.